# Godwanenneboeus minutissimus
Godwanenneboeus minutissimus is een keversoort uit de familie Archeocrypticidae. De wetenschappelijke naam van de soort is voor het eerst geldig gepubliceerd in 1984 door Kaszrab.